# Platypalpus porrectus
Platypalpus porrectus är en tvåvingeart som beskrevs av Axel Leonard Melander 1924. Platypalpus porrectus ingår i släktet Platypalpus och familjen puckeldansflugor. Inga underarter finns listade i Catalogue of Life.